# 경북 문경으로 시작하는 짧은 주소
"경북 문경으로 시작하는 짧은 주소"(Moon Kyeong)는 한국에서 제작된 이경원 감독의 2009년 드라마 영화이다. 윤희진 등이 주연으로 출연하였고 박성숙 등이 제작에 참여하였다.

## 출연

### 주연
- 윤희진
- 민희식
- 강재은
- 이인웅

## 기타
- 원작자: 이경원
- 조명: 김구영
- 음향: 박문칠
- 미술: 최지영
- CG: 이혜민